# Liparis fargesii
Liparis fargesii är en orkidéart som beskrevs av Achille Eugène Finet. Liparis fargesii ingår i släktet gulyxnen, och familjen orkidéer. Inga underarter finns listade i Catalogue of Life.